# Hans Wolf Sommer
Hans Wolf Sommer (* 1939 in Köln; † 1996) war ein deutscher Autor von Science-Fiction und Horror, vornehmlich von Heftromanen. Zudem arbeitete er als Übersetzer.

## Leben
Über Jahre in Köln als Immobilienmakler tätig, machte Sommer nach einer betrieblichen Insolvenz sein Hobby, die Phantastik, zum Hauptberuf. Bereits 1967 hatte er zusammen mit Frank Rainer Scheck und Heinz J. Galle das Fanzine „Robot“ publiziert. Zu dem Zeitpunkt war er Mitarbeiter der Science Fiction Times. Sein erster Roman für die Reihe Utopia wurde vom Lektorat mit der Begründung Niveau des Romans zu hoch abgelehnt. Erst etliche Jahre später versuchte er es erneut. Der Roman Versicherung mit Schwierigkeiten wurde von Zauberkreis angekauft und 1970 innerhalb der Science-Fiction-Reihe veröffentlicht. Als Pseudonym verwendete er dabei H. W. Springer, das er später für seine Mondstation 1999-Veröffentlichungen erneut verwendete.
Ab Anfang der 1970er schrieb er dann unter verschiedenen Pseudonymen phantastische Heftliteratur für Reihen wie Gespenster-Krimi, Silber Grusel-Krimi und Damona King, war aber auch für Krimiserien wie Jerry Cotton tätig. Sommer, der an Magenkrebs starb, lebte zeitweilig in Niederehe und zuletzt in Nörvenich.
Hans Wolf Sommer verwendete eine Vielzahl von Pseudonymen. Dazu gehörten die persönlichen Pseudonyme H. W. Springer, Gunther Herbst, Vernon Graves und die Sammelpseudonyme  Frederic Collins, Frank deLorca, Brian Elliot, Robert Craven, Robert Lamont und Marcos Mongo.

## Bibliografie
Die Serien sind nach dem Erscheinungsjahr des ersten Teils geordnet.
SF Science Fiction (Heftromane, als H. W. Springer)
- 98 Versicherung mit Schwierigkeiten (1970)
- 111 Die Gestrigen (1971)
- 116 Rettung eines Sergeanten (1971)
- 168 Die Greise von Osiris (1976)
- 180 Die schlafende Erde (1977)

Gespenster-Krimi (Heftromane)
- 155 Das Atoll des Grauens (1976, als Frank deLorca)
- 161 Der Diamant des Bösen (1976, als Frederic Collins)
- 164 Der Clan der Dämonen (1976, als Frederic Collins)
- 167 Das Drehbuch des Teufels (1976, als Frederic Collins)
- 169 Die Statue des Todes (1976, als Frederic Collins)
- 173 Die Liga der Unsterblichen (1977, als Frederic Collins)
- 177 Das Höllengemälde (1977, als Frederic Collins)
- 182 Das Geisterrennen (1977, als Frederic Collins)
- 184 Der Todesbaum (1977, als Frederic Collins)
- 186 Das Gefängnis der Vampire (1977, als Frederic Collins)
- 191 Das zweite Ich des Walter Nelson (1977, als Frank deLorca)
- 194 Der Werwolf-Jäger (1977, als Frank deLorca)
- 199 Die Bucht der Monster (1977, als Frederic Collins)
- 212 Der Satan kam zum Pop-Konzert (1977, als Frederic Collins)
- 220 Die Strandhexe (1977, als Brian Elliot)
- 237 Das Ungeheuer (1978, als Frederic Collins)
- 437 Das Spukhaus in der Arthur Street (1982, als Vernon Graves)
- 535 Der steinerne Götze (1983, als Vernon Graves)
- 543 Feldherr der Wölfe (1984, als Vernon Graves)
- 564 Der Dschinn (1984, als Vernon Graves)
- 568 Horrormania (1984, als Vernon Graves)
- 572 Wenn die Echsenbrut erwacht (1984, als Vernon Graves)
- 576 Meeresfluch (1984, als Vernon Graves)
- 580 Hort des Bösen (1984, als Vernon Graves)
- 584 Der Dämonenpfuhl (1984, als Vernon Graves)

Professor Zamorra (Heftromane, als Robert Lamont)
- 061 Der Hexenberg (1976)
- 063 Der Hüter des Bösen (1976)
- 068 Die Geisternacht (1977)
- 069 Das Gericht der Toten (1977)
- 071 Panik in der Geisterhöhle (1977)
- 074 Söldner des Teufels (1977)
- 078 Im Geisterreich der Wikinger (1977)
- 085 Der Feuergötze (1977)
- 090 Satans Doppelgänger (1977)
- 095 Yama, der Totengott (1978)
- 100 Die Schule der Dämonen (1978)
- 110 Die Geistergrotte (1978)
- 120 Die Stunde der Vampire (1979)
- 122 Nachts, wenn der Todesbote kommt … (1979)
- 150 Der Sarg des Vampirs (1980)

Silber Grusel-Krimi (Heftromane, Subserie GOOD, als Marcos Mongo)
- 118 Die Höhle der Zombies (1976)
- 135 Die blinden Augen des Azathoth (1977)
- 149 Die Geistwesen aus der Eastside-Klinik (1977)

Mondstation 1999 (Tie-in Heftromane zur Fernsehserie Mondbasis Alpha 1, als H. W. Springer, 1978)
- 07 Das Andromeda-Rätsel
- 08 Das Erbe der Roboter
- 09 Die Ewigen von Luna
- 10 Invasion der Esper

Die Terranauten (Heftromane, als Michael Roberts)
- 4 Aufstand der Terranauten (1979)
- 5 Die Flotte der Treiber (1979)
- 33 Der Kampf um Aqua (1980)
- 34 Der Renegat (1980)
- 39 Die Schwerkraft-Falle (1980)
- 80 Der Himmelsberg (1981)
- 81 Treiber-Piraten (1981)
- 82 Das Mistel-Syndikat (1981)

Ritter Roland (Heftromane, als Gunther Herbst)
- 06 Die geteilte Herzogskrone (1982)
- 11 Bauernaufstand (1982)
- 12 Die verstoßene Herzogstochter (1982)
- 14 Die blutige Gräfin (1982)
- 19 Der Racheschwur (1982)
- 20 Die Jagd nach dem schwarzen Stein (1982)
- 22 Die Blutbestie (1982)
- 27 Das Duell um die Grafentochter (1983)

Damona King (Heftromane, als Vernon Graves, 1983/1984)
- 03 Gefangen im Monster-Sumpf
- 04 Rückkehr des Totenheers
- 06 Die Töchter der Unsterblichkeit
- 09 Die Dämonenprobe (1/3)
- 10 Fähre in die Unterwelt (2/3)
- 11 Die Sklavin des Pharao (3/3)
- 19 Der Ruf des Seelenfängers
- 25 Im Banne der Satanstochter
- 39 Das Horror-Kabinett
- 48 Im Banne der Moorteufel
- 49 Im Reich des Schreckens
- 59 Invasion aus der Mikrowelt
- 60 Die Stadt der dreizehn Türme
- 89 Die Teufelsratten von Brahmapur (1/2)
- 90 Im Labyrinth des Rattenkönigs (2/2)
- 104 Im Reich des Feuerdämons (1/2)
- 105 Die Rache des Feuerdämons (2/2)

Der Hexer – Die phantastischen Abenteuer des Robert Craven (Heftroman, als Robert Craven)
- 36 Das Hirn von London (1986, evtl. zusammen mit Wolfgang Hohlbein)

Kurzgeschichten
- Der totale Krieg. In: Hans Joachim Alpers, Ronald M. Hahn (Hrsg.): Science Fiction aus Deutschland. Fischer Taschenbuch (Fischer Orbit #43), 1974, ISBN 3-436-01987-9.
- als Hans Wolf: Privileg. In: uncredited (Hrsg.): Zukunftsgeschichten ?. Weltkreis, 1976, ISBN 3-88142-169-6. Auch in: Das Rheinknie bei Sonnenaufgang. Neues Leben (Kompass-Bücherei #257), 1979.
- Unser unsterblicher Präsident. In: Wolfgang Jeschke (Hrsg.): Science Fiction Story Reader 9. Heyne (Heyne Science Fiction & Fantasy #3574), 1978, ISBN 3-453-30469-1.
- Rettung eines Sergeanten. In: Thomas Le Blanc (Hrsg.): Die Anderen. Heyne (Heyne Science Fiction & Fantasy #3650), 1979, ISBN 3-453-30563-9.
- Terminus. In: Michael Nagula (Hrsg.): Science-Fiction-Stories 90. Ullstein (Ullstein Science Fiction & Fantasy #31031), 1981, ISBN 3-548-31031-1.
- Das Wesen aller Dinge. In: Ronald M. Hahn (Hrsg.): Visionen von morgen. Ullstein (Ullstein Science Fiction & Fantasy #31096), 1985, ISBN 3-548-31096-6.
- Liebe deinen Roboter. In: Michael Kubiak (Hrsg.): Kontakte: Neue erotische SF-Geschichten. Bastei Lübbe (Bastei Lübbe Science Fiction Bestseller #22079), 1985, ISBN 3-404-22079-X.

Außer den genannten Veröffentlichungen schrieb Sommer einige Romane der Krimiserie Jerry Cotton, Kurzkrimis für Illustrierte, SF-Geschichten für die Magazine Anabis, SF Times und Nibelungen, und übersetzte, hauptsächlich für den Bastei Lübbe Verlag.